# Нуженер
Нуженер (мар. Нужэҥер) — деревня в Советском районе Республики Марий Эл. Входит в состав Михайловского сельского поселения.

## Географическое положение
Находится в центральной части республики Марий Эл на расстоянии приблизительно 17 км по прямой на юго-запад от районного центра посёлка Советский, прилегает с юга к деревне Михайловка.

## История
Известна с 1907 года как деревня с 23 домами. В 1920 году здесь в 30 дворах жили 66 человек, в 1968 году 20 домов, жили 107 человек, в 1988 году оставалось 13 домов. В советское время работал колхоз «Марий».

## Население
Население составляло 45 человек (91 % мари) в 2002 году, 46 в 2010.